# OserLag
OserLag war ein Sonderlager des MWD für politische Gefangene. Diese Sonderlager mit verschärftem Regime waren in der Nachkriegszeit durch das MWD (ehem. NKWD) geschaffene spezielle Einrichtungen im allgemeinen Gulag-System in der Sowjetunion. Gegründet 1948 in der Nähe von Taischet (Oblast Irkutsk) in Sibirien, wird es als eines der berüchtigtsten ostsibirischen Lager bezeichnet.

## Geschichte
OserLag, russisch Озерлаг, das zum großen Komplex der Gulag-Lager gehörte, wurde durch das MWD 1948 aufgrund des Dekrets Nr. 00219 des Innenministeriums MWD vom 21. Februar 1948 errichtet. Ursprünglich trug es die Bezeichnung Ossoblag Nr. 7, d. h. Sonderlager Nr. 7 (aus ossobyj lager 7 d. h. особый лагерь № 7, особлаг № 7), der Name OserLag wurde erst später vergeben. OserLag leitet sich von Osjorny lager/Озёрный ла́герь ab, d. h. Seelager, Seelandschaftlager. Diese Bezeichnungen für die ursprünglich nummerierten Sonderlager wurden meist zufällig vergeben, als eine Art Code, ohne irgendeinen Bezug zur Realität – es gibt in der Nähe des Lagers keine Seen. Der volle Langname lautete Osjerny isprawitelno-trudowoi lager/Озёрный исправи́тельно-трудово́й ла́герь – Besserungs- und Arbeits-Seelager.
OserLag war, ähnlich wie einige andere Sonderlager, für den Bau der Baikal-Amur-Magistrale errichtet – die Gefangenen bauten die Teilstrecke von Taischet bis Bratsk, später bis Ust-Kut (etwa 700 km). OserLag verfügte über 50 Zweigstellen, sogenannte Lagerpunkte.
1952 soll es im Lager über 37.000 Gefangene gegeben haben, etwa ein Viertel davon Frauen, andere Quellen sprechen von 40.000 oder mehr.
Am 1. Januar 1960 war das Lager noch in Betrieb.

## Bekannte Gefangene
- Juri Dombrowski
- Wladimir Krjukow
- Lidija Ruslanowa
- Jossyf Slipyj
- Manfred Stern
- Sergej Vojcechovský
- Petro Werhun
- Friedrich-Franz Wiese